# Echiochilon arabicum
Echiochilon arabicum là loài thực vật có hoa trong họ Mồ hôi. Loài này được (O.Schwartz) I.M.Johnst. mô tả khoa học đầu tiên năm 1957.